# Saint-Romain-de-Surieu
Saint-Romain-de-Surieu är en kommun i departementet Isère i regionen Auvergne-Rhône-Alpes i sydöstra Frankrike. Kommunen ligger i kantonen Roussillon som tillhör arrondissementet Vienne. År 2022 hade Saint-Romain-de-Surieu 465 invånare.

## Befolkningsutveckling
Antalet invånare i kommunen Saint-Romain-de-Surieu
Referens:INSEE